# Echidna
Echidna byla napůl půvabná žena a napůl skvrnitý had. Žila mezi Arimy v hluboké jeskyni. Za muže měla příšeru jménem Týfón. Živila se lidmi, které pojídala za syrova. Měla spoustu potomků, kteří měli stejně děsivý vzhled jako jejich rodiče. Zemřela násilnou smrtí – ve spánku ji zabil stooký obr Argos.

## Rodinné poměry
Podle Hésioda byl jejím otcem Forkýs a matkou Kétó, a jejími potomky byly obludy jako dvouhlavý pes Orthos, trojhlavý pes Kerberos, Hydra, Chiméra, Sfinx a nemejský lev. Otcem těchto oblud byl obr Týfón. Sourozenci Echidny byli Ládón, Gorgony, Graie, možná také Sirény, Skylla nebo Hesperidky či krommyónská svině.[rozpor]
Jiné zdroje uvádějí, že Echidna – „zpola drak, zpola panna“ – byla dcerou obra Chrýsáóra, zrozeného z těla mrtvé Medúsy, a Ókeanovny Kallirhoé. Jejím bratrem byl trojtělý obr Géryonés, kterého zabil Héraklés.